# Polígono Central
El llamado Polígono Central, también conocido como el centro de Santo Domingo, es una zona urbana del Distrito Nacional en la República Dominicana. Este sector abarca varios barrios que se encuentran en el corazón de la ciudad, delimitados por importantes avenidas: al norte la avenida John F. Kennedy (DR-1), al oeste Winston Churchill, al este Máximo Gómez y al sur la avenida 27 de Febrero (DR-3).
La zona céntrica constituye el núcleo principal de la ciudad de Santo Domingo, abarcando sectores como Naco, Piantini, Paraíso y Yolanda Morales. Este espacio, conocido como el Polígono Central, se ha consolidado como el epicentro económico y comercial de la capital. Dentro de sus límites, el Ayuntamiento del Distrito Nacional ha autorizado una mayor densidad urbana, lo que ha impulsado el desarrollo vertical y la actividad inmobiliaria. Aunque el crecimiento urbano se ha expandido hacia otras áreas de la ciudad, algunos de los vecindarios más exclusivos siguen estando dentro de esta zona céntrica. Piantini, Naco y Paraíso, en particular, presentan altos niveles de urbanización y una calidad de vida superior al promedio. El área se caracteriza por una zonificación mixta, con espacios comerciales concentrados en las avenidas principales y zonas residenciales distribuidas en las calles interiores.
Varias de las avenidas más importantes de Santo Domingo atraviesan el Polígono Central, entre ellas la avenida Winston Churchill, reconocida por su intensa actividad bancaria y comercial, y la avenida Abraham Lincoln, considerada una de las arterias principales del centro urbano. Desde finales de la década de 1990, esta zona ha sido escenario de un marcado proceso de crecimiento vertical, caracterizado por la construcción de torres residenciales y edificios corporativos, lo que ha generado desafíos significativos en materia de tráfico y planificación urbana.
Gran parte del centro de Santo Domingo carece de la infraestructura adecuada para soportar edificaciones de alta densidad, ya que originalmente el área estaba conformada por viviendas unifamiliares de gran tamaño y edificios de baja altura. La acelerada urbanización ha obligado a las autoridades a implementar medidas para responder a esta transformación, como la puesta en marcha del Metro de Santo Domingo y la creación de dos corredores viales urbanos que conectan el norte y el sur del centro de la ciudad.

## Barrios
Esta es una lista de los barrios ubicados dentro de los límites del centro de Santo Domingo.
- Paraíso se encuentra en la esquina noroeste del centro de Santo Domingo, delimitado por las avenidas Expreso Kennedy, Winston Churchill, Charles Sumner y Abraham Lincoln, respectivamente al norte, oeste, sur y este. El barrio ha experimentado un notable desarrollo con la construcción de apartamentos residenciales de mediana y alta altura. Algunos de los lugares de interés en la zona son el Club Paraíso, el Colegio Claret, la sede de INDOTEL y la Plaza Paraíso.[5]

- Yolanda Morales es un barrio ubicado entre Paraíso al norte y el más exclusivo Piantini al sur. Limita al oeste con la avenida Winston Churchill y al este con la avenida Abraham Lincoln. En los últimos años, al igual que el resto del centro de Santo Domingo, el barrio ha experimentado un crecimiento vertical con la construcción de edificios residenciales de mediana y alta altura. El Blue Mall, inaugurado en 2011, se ha sumado como una de las principales novedades de la zona.[6]
- Piantini se encuentra en la esquina suroeste del centro de Santo Domingo, justo debajo de Yolanda Morales. Durante las últimas décadas, Piantini ha sido uno de los barrios más exclusivos de la ciudad, habitado principalmente por la clase alta. Ha pasado de ser una zona de baja densidad a una con altos niveles de urbanización, lo que ha convertido a Piantini en uno de los vecindarios más densos, con un valor de tierra impresionante en comparación con el promedio de la ciudad. Limita al oeste con la avenida Winston Churchill, donde se encuentran la Torre Citibank, el Acropolis Mall, la Plaza Central, el Banco de Reservas, la Plaza de Las Américas y Scotiabank. Al sur, limita con la avenida Expreso 27 de Febrero, que sirve como el principal corredor de la ciudad. Al este, se encuentra la avenida Abraham Lincoln, la principal arteria del centro de Santo Domingo, a lo largo de la cual se concentran varias plazas y torres financieras, siendo las más importantes Plaza La Francesa, Unicentro Plaza, Torre Piantini y Novocentro. Piantini ha crecido de manera que la mayor parte de la actividad comercial se concentra en las avenidas que lo limitan, mientras que su centro es predominantemente residencial, lo que ha ocasionado problemas de tráfico e infraestructura en un barrio que originalmente no fue diseñado para soportar tal densidad.[7]
- Serralles es un barrio ubicado al norte del polígono central delimitado aproximadamente por la avenida John F Kennedy ( DR-1 ) al norte, la avenida Abraham Lincoln al oeste, la avenida Gustavo Mejía Ricart al sur y la avenida Lope De Vega al este.[8]
- Naco está situado en la sección sur-central del centro de Santo Domingo. Limita al sur con el Expreso 27 de Febrero, al norte con la avenida Gustavo Mejía Ricart, al oeste con la avenida Abraham Lincoln, al noroeste con la avenida Lope de Vega y al este con la avenida Tiradentes. Al igual que Piantini, Naco es un barrio muy exclusivo que cuenta con varias plazas, edificios de oficinas y residencias de mediana altura. Un aspecto particular de Naco es que posee un pequeño sector de asentamiento informal (denominado La Yuca) en un área de tres por tres cuadras, lo que contrasta con el resto del vecindario acomodado y ejemplifica la desigual distribución de la riqueza en la ciudad.[9]
- Arboleda es un pequeño barrio ubicado en la esquina sureste del centro de Santo Domingo, entre Naco y el Centro Olímpico Juan Pablo Duarte. A veces se agrupa como parte de Naco debido a su tamaño reducido y porque Naco es un barrio más exclusivo. Su límite está aproximadamente definido por todo lo que se encuentra al sur de la avenida Gustavo Mejía Ricart, hasta el corredor del 27 de Febrero. Su frontera oriental está marcada por la avenida José Ortega y Gasset y el complejo COJPD, mientras que al oeste limita con la avenida Tiradentes.[10]

## Recreación
El Club Paraíso y el Club Naco, ubicados en sus respectivos barrios, son clubes privados exclusivos para miembros que ofrecen instalaciones deportivas y actividades diarias. El Club Naco es uno de los clubes más prestigiosos de Santo Domingo. También dentro del centro de Santo Domingo se encuentra el Centro Olímpico Juan Pablo Duarte. No hay muchos espacios verdes en el centro de Santo Domingo y carece de parques urbanos o espacios verdes privados, con la excepción de los mencionados anteriormente.

### Centro Olímpico Juan Pablo Duarte
El Centro Olímpico Juan Pablo Duarte es el principal complejo deportivo de Santo Domingo, ubicado en la parte noreste del Polígono Central. Este extenso espacio, delimitado por las avenidas Kennedy, Máximo Gómez y 27 de Febrero, alberga una variedad de instalaciones deportivas. Fue la sede principal de los Juegos Panamericanos celebrados en 2003, sirviendo como un importante punto de encuentro para competiciones y eventos deportivos a nivel nacional e internacional. También los Juegos Centroamericanos y del Caribe de 1974. Eventos populares como el Festival Presidente de la Música Latina y conciertos de The Jonas Brothers, The Killers, Maroon 5, La Ley, Shakira, Tiësto y muchos otros artistas musicales han tenido lugar en el Estadio Olímpico Félix Sánchez en el COJPD.

## Transporte
El sistema de transporte público en Santo Domingo está compuesto por el Metro de Santo Domingo y la red de autobuses OMSA, que brindan servicios de movilidad a los residentes y visitantes de la ciudad.

### Metro de Santo Domingo
El centro de Santo Domingo está actualmente conectado por la línea 1 del Metro de Santo Domingo, con estaciones en las intersecciones de la avenida Máximo Gómez con las vías DR-1 y DR-3. En este momento, se encuentra en construcción la línea 2 del sistema, que contará con paradas a lo largo del Expreso John F. Kennedy, y las avenidas Winston Churchill, Abraham Lincoln, Lope de Vega y Ortega y Gasset. En un futuro cercano, la construcción de la línea 3 del metro, que recorrerá el Expreso 27 de Febrero (DR-3), brindará acceso total al transporte masivo en todo el centro de Santo Domingo.

### OMSA
El centro de Santo Domingo cuenta con el servicio de autobuses operado por la Oficina Metropolitana de Servicios de Autobuses (OMSA), que ofrece rutas a lo largo de los corredores de las avenidas John F. Kennedy y 27 de Febrero (de oeste a este), así como en las avenidas Máximo Gómez, Winston Churchill y Tiradentes (de norte a sur). Sin embargo, el servicio se ve afectado por la falta de financiamiento gubernamental, lo que provoca que sea poco frecuente.

### Privado
El transporte privado es la opción más utilizada en el centro de Santo Domingo, lo que ha generado un aumento significativo en la congestión vehicular en las calles de la ciudad. Con la finalización del Corredor Duarte (2010) y la línea 2 (2012) del Metro de Santo Domingo se podría lograr un alivio al caos actual.

## Avenidas
La avenida Winston Churchill es una arteria principal que recorre de norte a sur, marcando el límite occidental del centro de Santo Domingo. Al oeste, colinda con los barrios de Paraíso, Yolanda Morales y Piantini, mientras que al este se encuentra con el barrio de clase media Ensanche Julieta y Evarito Morales. Esta avenida alberga una gran concentración de centros comerciales y entidades bancarias, como Multicentro La Sirena/Super Pola, el Mall at the Acropolis, Blue Mall, Supermercado Bravo, así como sucursales de Scotiabank, Citibank, Banreservas  y diversas cadenas internacionales de comida rápida.
La avenida Abraham Lincoln es una vía principal de norte a sur en el corazón del centro de Santo Domingo. Funciona como el principal corredor del área y conecta los barrios de Piantini, Naco, Yolanda Morales, Paraíso y Serralles. Es una avenida clave para los negocios y oficinas, y alberga diversas plazas comerciales. La avenida Lope de Vega comienza en la avenida Abraham Lincoln y se extiende en dirección noreste hacia la avenida John F. Kennedy.

### Máximo Gómez
Máximo Gómez parte de la DR-13 es el límite este del Polígono Central de Santo Domingo.

### John F. Kennedy
Una corta sección de la DR-1, conocida como Expreso John F. Kennedy, atraviesa el norte del centro de Santo Domingo. Esta vía está compuesta por una serie de elevados viaductos que cruzan las intersecciones de las avenidas Winston Churchill, Abraham Lincoln, Lope de Vega, Tiradentes y Ortega y Gasset. Un paso subterráneo bajo la avenida Máximo Gómez completa el Expreso John F. Kennedy como un corredor urbano. Al oeste del centro de Santo Domingo, el corredor se transforma en la autopista Juan Pablo Duarte, y al este se convierte en el Expreso Quinto Centenario.